# Inconsolable
«Inconsolable» es el primer sencillo por Backstreet Boys de su sexto álbum de estudio Unbreakable que fue lanzado el 30 de octubre de 2007. El sencillo estuvo en las radios de Estados Unidos el 27 de agosto de 2007. Fue estrenada por Jive en Z-100 - New York's Hit Music Station el 6 de agosto. Fue escrita y producida por Emanuel Kiriakou ("What's Left of Me" de Nick Lachey", "Ordinary World" de Katharine McPhee), y co-escrita por Lindy Robbins y Jess Cates ("Incomplete"). En este videoclip no aparece Kevin Richardson, ya que se retira de la banda para preocuparse de su vida personal
"Inconsolable" fue la banda sonora de la teleserie chilena de TVN Viuda alegre.

## Vídeo musical
El vídeo musical, dirigido por Ray Kay, fue grabado en Venice Beach, California. Al igual que su éxito anterior "Incomplete", el vídeo musical muestra a los chicos, ahora sin Kevin Richardson, tanto individualmente como juntos. Al comienzo, Nick Carter se muestra acostado en la playa al amanecer; Brian Littrell está en una casa mirando hacia afuera; A. J. McLean está en una calle con su auto, como en "Incomplete". Howie Dorough es mostrado sentado con su espalda contra una pared cerca de la playa. En varios intervalos entre medio, cuando el coro es cantado, los cuatro son vistos juntos en el muelle de Venecia. Después de que cantan, las escenas cambian entre los chicos individualmente y juntos; al final del vídeo, el sol sale y ellos miran con asombro. La ciudad despierta y caminan hacia el mar juntos al muelle.

## Lista de canciones
UK CD1
1. «Inconsolable» (Álbum Versión) - 3:36
2. «Close My Eyes» - 4:06

UK CD2
1. «Inconsolable» (Álbum Versión) - 3:36
2. «Inconsolable» (Jason Nevins Remix) - 4:14
3. «Inconsolable» (Soul Seekerz Remix) - 5:49
4. «Inconsolable» (Eazy Remix) - 6:08
5. «Inconsolable» (Video) - 3:43

## Posicionamiento
| Lista (2008)                             | Posición |
| ---------------------------------------- | -------- |
| Australia (ARIA)                         | 43       |
| Austria (Ö3 Austria Top 75)              | 31       |
| Belgium (Ultratip Flanders)              | 6        |
| Belgium (Ultratip Wallonia)              | 9        |
| Canada (Canadian Hot 100)                | 68       |
| Germany (Media Control AG)               | 17       |
| Ireland (IRMA)                           | 16       |
| Italy (FIMI)                             | 2        |
| Netherlands (Mega Single Top 100)        | 38       |
| Slovakia (IFPI)                          | 23       |
| Sweden (Sverigetopplistan)               | 22       |
| Switzerland (Media Control AG)           | 8        |
| Italy (FIMI)                             | 2        |
| UK Singles (The Official Charts Company) | 24       |
| European Hot 100 Singles                 | 21       |
| US Pop Songs (Billboard)                 | 34       |
| US Adult Contemporary (Billboard)        | 21       |
| US Billboard Hot 100                     | 86       |